# 馬薩河 (羅訥河支流)
46°19′46″N 8°00′46″E / 46.329386°N 8.012876°E

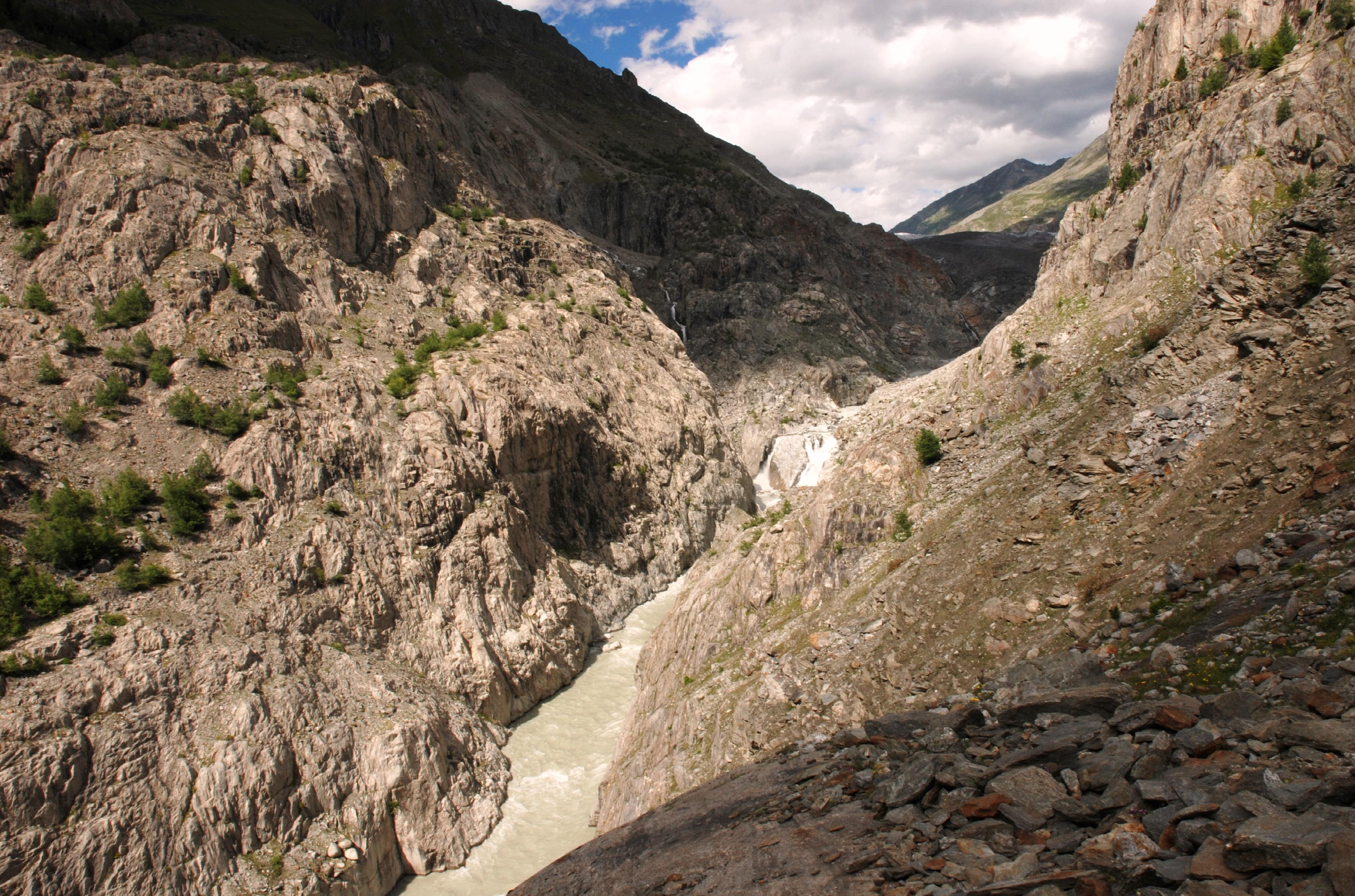

馬薩河（德語：Massa，德語發音：[ˈmasa]）是瑞士的河流，位於該國西南部，流經瓦萊州，屬於罗讷河的支流，河道全長7公里，流域面積203平方公里，發源自阿萊奇冰川，河口處在默勒尔和布里格之間。